# Lamone (fiume)
Il Lamone è un fiume che scorre in Toscana e in Romagna. Nasce dalla Colla di Casaglia (972 m) nel comune di Borgo San Lorenzo (in provincia di Firenze), attraversa Marradi, Brisighella, Faenza, Boncellino, Traversara, Villanova, Glorie e Mezzano . Dopo la via Emilia comincia il suo percorso in pianura. Passa nelle campagne tra Russi, Bagnacavallo, Mezzano e sfocia nel Mare Adriatico presso Marina Romea (15 km a nord-est di Ravenna, nella Pineta di San Vitale); il suo percorso totale è di 97 km.
 
Il suo corso ha subito nei secoli diverse variazioni: dapprima sfociava nell'Adriatico lambendo Ravenna, poi divenne affluente dell'antico Po di Primaro. In seguito, si perdeva nelle paludi a sud del delta padano. Compiuta la bonifica idraulica nel 1962, da quell'anno sfocia direttamente nel mare Adriatico.

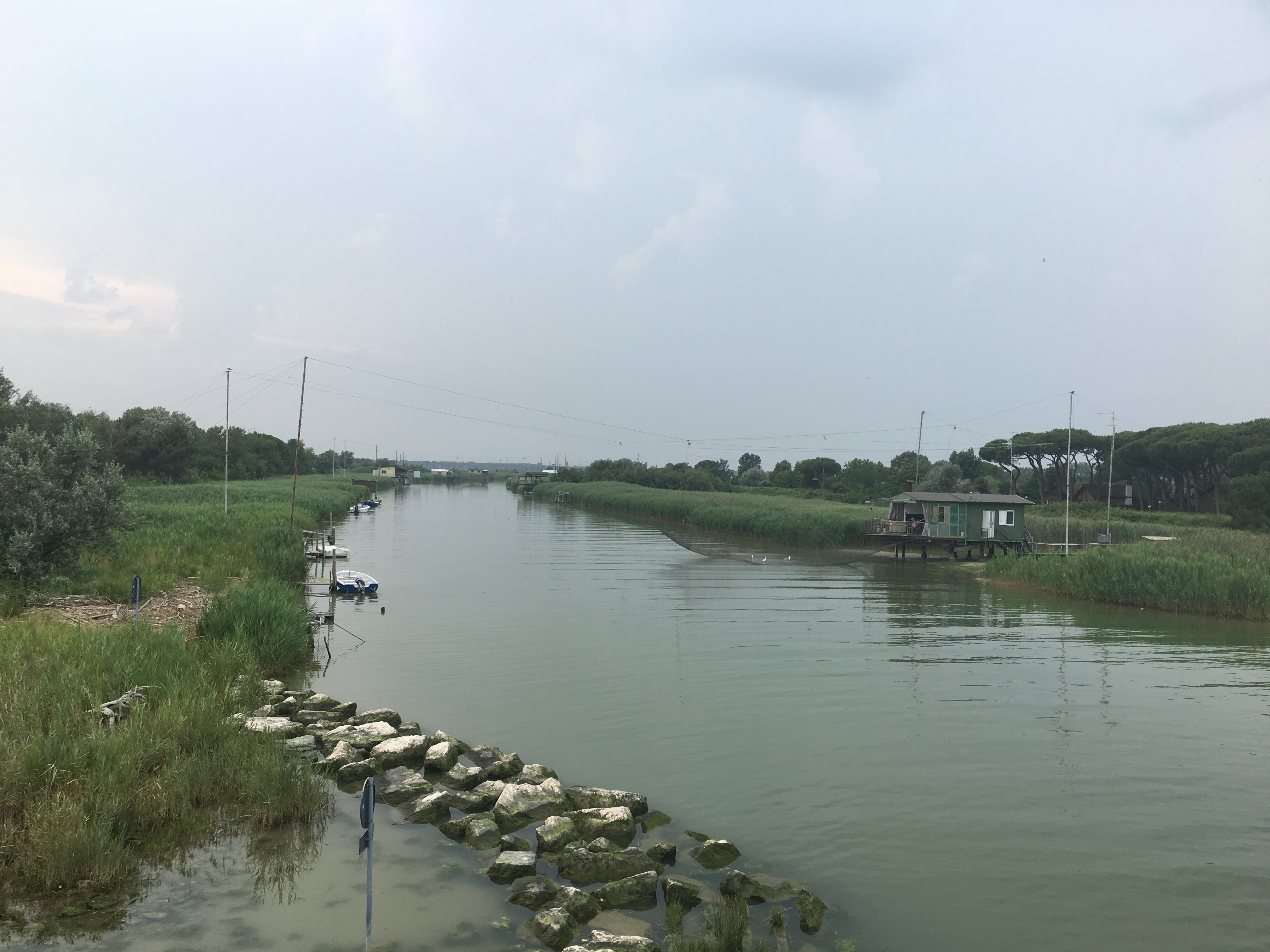
Foce del fiume Lamone presso Marina Romea (RA).

Confina a nord con il bacino idrografico del Reno e a sud con quello dei Fiumi Uniti.

## Torrenti affluenti del Lamone
Fosso del Lago, fosso Bedetta, torrente Spedena, torrente Campigno, rio Salto, rio Bagno, torrente Visano, torrente Ebola, rio Chiè e torrente Marzeno (il principale).

## Storia
Il suo nome forse deriva da un antico tempio romano dedicato a Giove Amone situato dove ora sorge l'antica pieve di San Giovanni in Ottavo, nei pressi di Brisighella.

Plinio il Vecchio lo citò come Anemo, poi fu noto come Amone (dalla forma flessa Anemone). Dopo aver attraversato Faventia si spostava verso est e poi puntava verso nord (a lato del fiume fu costruita una strada che esiste ancora oggi: la "via Faentina"). Entrava nell'abitato di Ravenna, con il nome di Tegurio, dove si congiungeva con il Padenna, l'altro fiume cittadino. A Ravenna esiste una porta Teguriense e a Godo (Ra) esiste l'antica pieve di Santo Stefano in Tegurio e la Croce viaria di Tegurio in via Croce,1.

Al tempo dei Goti (V-VI secolo), il tratto che attraversava Russi fu chiamato Rafanariae (dal nome del castello di Raffanara); poi, superata Godo, dove vi era la pieve di Santo Stefano in Tegurio prendeva il nome di Teguriense. Giunto a Ravenna, costeggiava le mura nord della città per poi confluire nel Padenna.

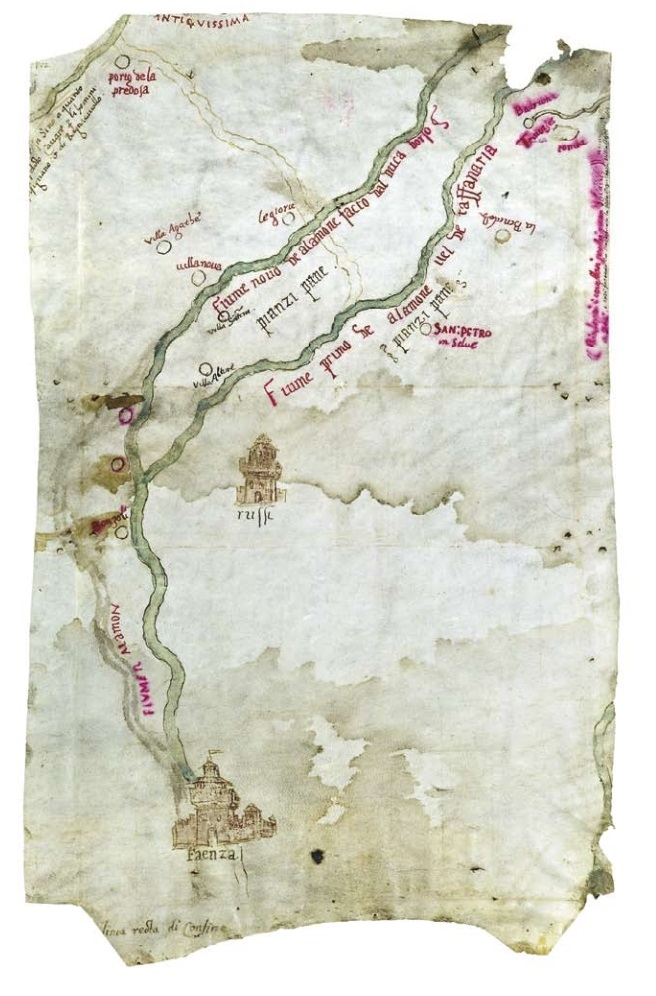
Mappa in pergamena del XV secolo raffigurante il corso del fiume, chiamato all'epoca Raffanara. Alla base vi è la città di Faenza. La mappa mostra il «vecchio» e il «nuovo» corso del fiume, rispettivamente quello più vicino a Russi e quello più ad oriente (Archivio di Stato di Ravenna, Miscellanea pergamene, Capsa XXVI, fasc. I, nº 006).

Agli inizi del X secolo il letto del fiume nel suo tratto pianeggiante si spense, lasciando spazio ad un nuovo alveo che passava ad ovest di Russi, sempre in direzione di Ravenna (Lamone Teguriense). Dopo il Mille il Lamone fu distolto definitivamente da Ravenna. Prima che entrasse in città, fu fatto scorrere all'esterno della cinta muraria e poi condotto a nord fino a sfociare nel Po di Primaro.

Nel 1240 il tratto da Russi a Ravenna fu sbarrato da Federico II di Svevia. Il fiume scorreva a metà strada tra Cotignola e Russi: fu deviato e immesso nell'antico letto del Santerno. Il Lamone non lambì più Ravenna, ma entrò nella parte orientale del territorio di Bagnacavallo, costeggiando gli abitati di Boncellino, Traversara e Villanova; poi proseguì verso nord in linea retta. Si aprì una strada nelle valli circostanti, colmandole nel corso dei secoli con i suoi depositi alluvionali. L'area era rialzata rispetto alla zona a nord di Ravenna, dove a causa dell'avvallamento del suolo, vi era il pericolo costante della malaria. In ragione di questa bonifica si sviluppò l'abitato di Santa Maria in Furculis, oggi Piangipane.
A partire dal XV secolo il Lamone è stato interessato da diversi interventi dell'uomo che ne hanno modificato più volte il corso:
- 1416: il "Fiumazzo di Russi" (tra Russi e Bagnacavallo) venne riattivato per incanalarvi il fiume (opera finanziata da Ostasio III da Polenta insieme a Gian Galeazzo Manfredi di Faenza; progetto di Giovanni da Siena).
- 1504: dopo Glorie, il fiume venne fatto prolungare verso nord fino a confluire nel Po di Primaro presso Sant'Alberto di Ravenna (l'opera di inalveazione di 12 km fu realizzata dalla Repubblica di Venezia). Il Lamone fu, dopo il Santerno, il secondo dei fiumi appenninici romagnoli a trovare esito artificiale.
- Mentre il percorso del fiume dalla sorgente fino a Savarna rimarrà invariato fino ad oggi il tratto terminale subirà diverse modifiche. Cento anni dopo esservi fatto confluire, l'alveo viene rimosso dal Primaro (1604). Dapprima il Lamone fu condotto nelle valli di Savarna dalle quali nel 1620 venne fatto sfociare in mare per mezzo di un collatore.[9] La mancanza di pendenza rese indifferibili i lavori di innalzamento dell'arginatura. I lavori vennero realizzati ma si rivelarono insufficienti. Il fiume trasportava grandi quantità di terriccio, che provocarono un progressivo rialzamento dell'alveo.
- Nel gennaio 1689 il fiume straripò nel tratto che attraversava Faenza. Dopo la drammatica piena si rese necessario allontanare il corso del fiume dalla città: venne realizzato un drizzagno tra lo sbocco dell'affluente Marzeno e il Borgo.[10] Nel 1702, a causa di un'inondazione, il Lamone riprese il letto precedente e tornò da solo nel Po di Primaro.
- Secolo XVIII: sfociava in mare a sud di Sant'Alberto, attraverso il passo Cortelazzo e la foce di Mele. Nonostante ciò, le piene e le rotte del fiume continuavano a rappresentare un incubo per le popolazioni circostanti. Nel tratto finale, ad est di Sant'Alberto, il fiume ruppe ventidue volte nel corso di 60 anni. Nel 1764 l'ennesima alluvione travolse le terre di Savarna e Alfonsine, sommergendole per mesi.

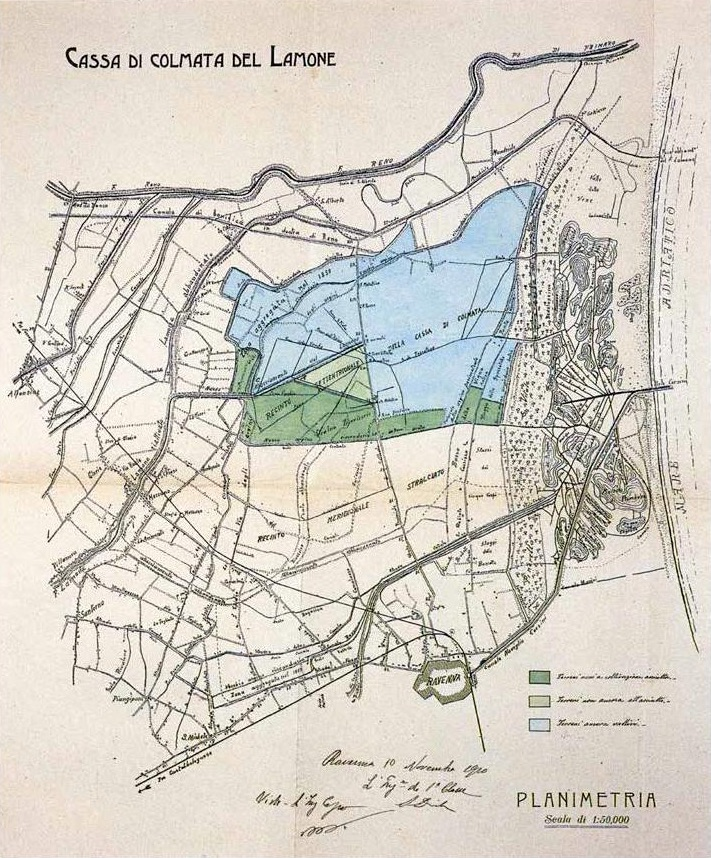
La cassa di colmata del Lamone, realizzata nella seconda metà del XIX secolo. Si notino il vecchio tracciato del fiume ("Lamone abbandonato") e il nuovo, che descrive una decisa piega ad Est.

- 7 dicembre 1839: "rotta delle Ammonite". In località Ammonite (fra Villanova di Bagnacavallo e Mezzano di Ravenna) il fiume in piena ruppe l'argine lungo un fronte di 250 metri, allagando il territorio circostante. L'acqua invase i campi alla velocità di 20 000 metri cubi al minuto. Si comprese che il solo ripristino dell'argine non sarebbe stato sufficiente. Il Lamone scorreva a 4 metri di altezza rispetto al piano di campagna: avrebbe potuto allagare le terre un'altra volta. Fu deciso di far colmare al Lamone stesso le acque in cui aveva spagliato. Vennero fissati due obiettivi: costruire una nuova arginatura; effettuare la bonifica per colmata del territorio.
- I lavori di sistemazione idraulica durarono vari anni. La sola ricostruzione dell'argine destro richiese 70 000 giornate di lavoro, distribuite lungo tredici mesi.[11] Per realizzare la bonifica fu necessario riempire una cassa di colmata al ﬁne di rialzare il livello dei terreni inondati dalla rotta e boniﬁcarli ai fini igienico-sanitari (lotta alla malaria) ed economico-produttivi (sviluppo dell'agricoltura).[12] L'intervento creò un lago artificiale, protetto da argini, di circa 7 500 ettari. Il Lamone venne fatto confluire nella cassa; dal lago artificiale le acque defluirono in mare tramite una serie di canali. Il bacino realizzato nelle valli di Ravenna raggiunse una superficie di 6 000 ettari.[13] Il fiume spagliava circa 15 km a nord-ovest, nelle valli di Savarna. Tale situazione si protrasse fino agli anni fra il 1880 e il 1890. Nello stesso periodo continuò la bonifica per colmata: tra gli ultimi anni del secolo e la prima guerra mondiale furono strappati alle valli ben 80 ettari di terra all'anno, che vennero impiegati per le coltivazioni.[11] Si calcola che dalla metà del XIX secolo al 1960 il fiume abbia depositato 950 milioni di metri cubi di sedimenti: una quota imponente, che ha modificato l'assetto idrologico del territorio.[12]
- Nei primi due decenni del XX secolo le acque del fiume vennero condotte a spagliare nell'estrema parte settentrionale delle valli di Savarna, per continuare la colmata. L'operazione però non fu portata a termine poiché il Lamone scaricava nelle lagune costiere ("pialasse") una quantità eccessiva di torbide, rischiando il loro progressivo interramento. L'argine originario del fiume fu ripristinato e il Lamone tornò nell'alveo settecentesco, terminando il suo corso nella pialassa della Baiona.
- 1958-1962: tutto il corso pianeggiante del fiume venne definitivamente convogliato in un argine artificiale. Da allora il Lamone sfocia direttamente nel mare Adriatico. La foce è situata tra Marina Romea e Casal Borsetti. La zona di Punte Alberete sarebbe stata anch’essa bonificata, se non ci fosse stato l’intervento di Gino Gatta (1909-1972, presidente provinciale della Federazione Italiana della Caccia, già sindaco di Ravenna). Dal salvataggio della zona nacque nel 1965 l’oasi di Punte Alberete.[14]

Fino al 1974 tutte le fogne della città di Faenza confluivano nel Lamone. Quell'anno entrò in funzione il primo depuratore della città, che serviva il nascente quartiere di via Fornarina. Nove anni dopo (1983) fu attivato un secondo depuratore, che raccolse le acque reflue dell'abitato e delle industrie.
Nella notte tra il 1° ed il 2 maggio 2023 esondò allagando alcuni quartieri di Faenza (RA) e i centri abitati di Bagnacavallo (RA) e della frazione Boncellino mentre, nella notte tra il 16 e il 17 maggio 2023, il Lamone è ripetutamente esondato ed ha rotto gli argini allagando metà della città di Faenza. Il livello dell'acqua, in alcuni punti, superò i 6 metri d'altezza. Il fiume inoltre allagò gran parte della pianura limitrofa. In quella notte ben 23 fiumi della Romagna esondarono e/o ruppero gli argini provocando una delle più grandi alluvioni della storia italiana. Dopo il disastroso evento si è provveduto a tagliare il bosco che si estendeva per ben 1500 metri sulla riva destra del fiume, tra il ponte della strada provinciale 253 e la ferrovia, a valle della rotta di Boncellino.
Nella Notte del 18 settembre 2024, il Lamone ha rotto nuovamente l'argine allagando la frazione di Traversara di Bagnacavallo, con esiti tuttavia meno drammatici rispetto alle precedenti alluvioni.